# Soufrière (kvarter)
Soufrière är ett kvarter i Saint Lucia. Det ligger i den centrala delen av landet. Antalet invånare är 7 935. Arean är 51 kvadratkilometer. Soufrière ligger på ön Saint Lucia. Soufrière gränsar till Anse-la-Raye. Huvudort är Soufrière.
I Soufrière finns bergen Gros Piton och Petit Piton.